# Brice Lalonde
Brice Lalonde (Neuilly-sur-Seine, 10 de febrero de 1946) es un político y activista ambiental francés. Desde 1988 hasta 1990, fue secretario de Estado de Medio Ambiente, luego ministro de Medio Ambiente de Francia hasta 1992, y de 1990 a 2002 fue presidente del partido Génération écologie. De 2007 a 2010, fue embajador francés para las negociaciones climáticas internacionales y de 2011 a 2012 fue coordinador de la Conferencia de Desarrollo Sostenible de Naciones Unidas (Rio+20).

## Origen, juventud, activismo ambiental
El padre de Lalonde, Alain-Gauthier Lévy Lalonde, un empresario textil, provenía de una familia judía de Alsacia. Su madre, Fiona Forbes, era de una familia empresarial de Boston. El político estadounidense John Kerry es su primo. Brice Lalonde estudió Derecho y letras clásicas en la Sorbona, graduándose en ambas disciplinas con una licenciatura. Fue miembro del sindicato estudiantil de izquierda Union nationale des étudiants de France (UNEF). Como presidente de la UNEF en la Sorbona, participó en las protestas estudiantiles de mayo de 1968 en París.
A partir de la década de 1970, se involucró con Les Amis de la Terre France, la rama francesa de Friends of the Earth. En dos ocasiones, en 1973 y 1981, navegó por el Pacífico para protestar contra las pruebas nucleares francesas en el Atolón Mururoa. Antes de las elecciones presidenciales francesas de 1974, Lalonde dirigió la campaña electoral de René Dumont, el primer candidato presidencial del movimiento ambientalista. Dumont recibió el 1,3 por ciento de los votos. En una elección parcial en el tercer distrito de París (correspondiente al quinto distrito con el Barrio Latino), Lalonde compitió en 1976 contra el alcalde del distrito y el secretario de estado retirado Jean Tiberi, obteniendo el cuarto lugar con el 6,6 por ciento de los votos. En 1977, inició la fundación de la emisora de radio "libre" (no comercial) Radio Verte.
Aunque no era miembro del entonces Partido Verde MEP, Lalonde logró posicionarse en las primarias como candidato del movimiento ecologista para las elecciones presidenciales de 1981. En las elecciones mismas, obtuvo el quinto lugar en la primera vuelta con el 3.88% por ciento de los votos. Fue portavoz de Amis de la Terre en 1982. Lalonde rechazó la fundación del partido Les Verts, en su lugar, favoreció un compromiso transversal para la protección del medio ambiente. En las elecciones europeas de 1984, Lalonde se presentó como uno de los tres principales candidatos de la lista Entente radicale écologiste pour les États-Unis d’Europe ("alianza radical y ecologista para los Estados Unidos de Europa"), junto con el MRG de orientación liberal de izquierda y en competencia con Les Verts. Su lista obtuvo el 3,3 por ciento y no logró (al igual que Les Verts) ingresar al Parlamento Europeo. En 1987, se convirtió en director de la oficina de París del Instituto de Política Ambiental Europea (IEEP).

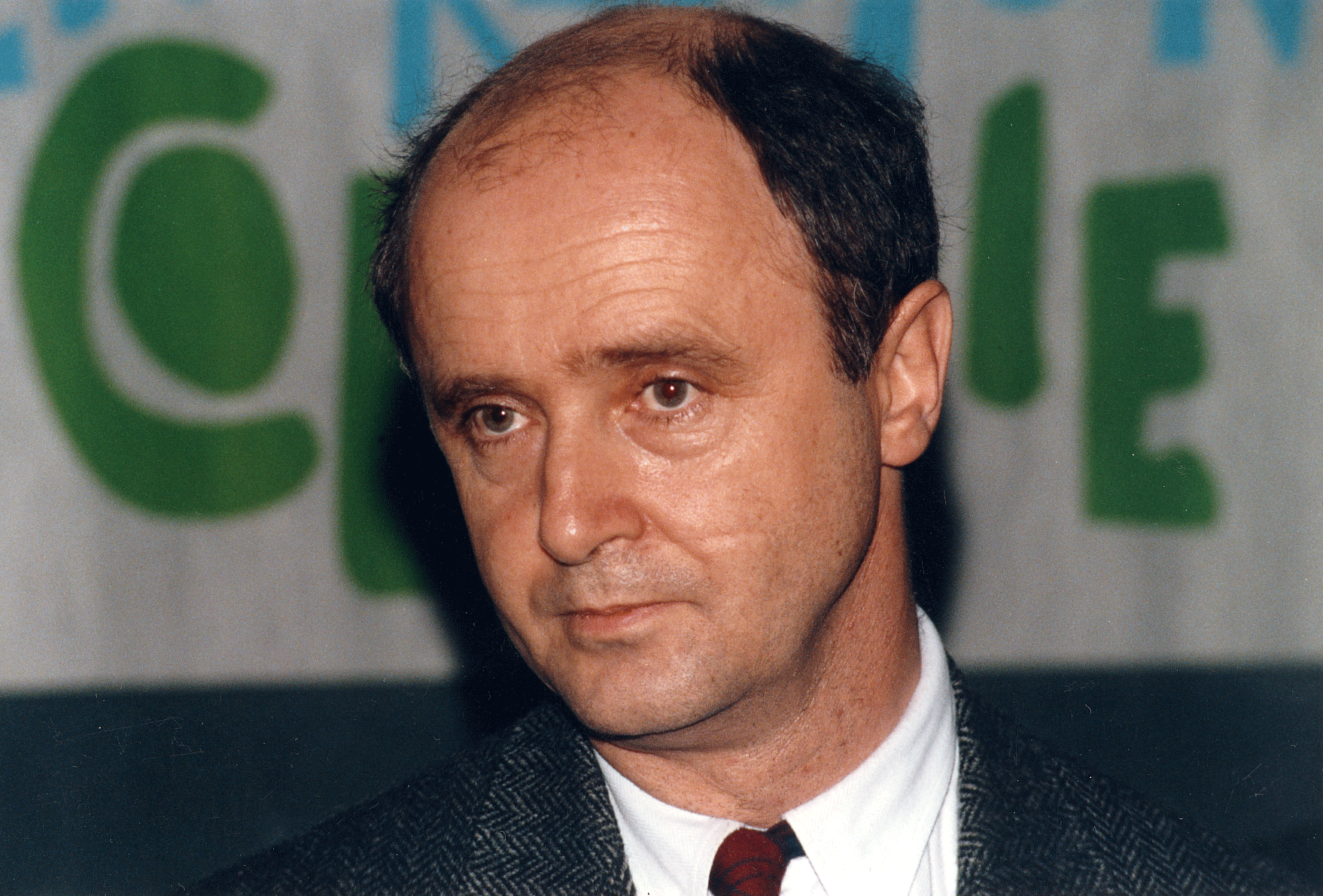
Brice Lalonde, Ministro de Medio Ambiente (1991)

## Ministro de Medio Ambiente y Presidente del Partido
Después de la reelección del presidente François Mitterrand en mayo de 1988, él y su primer ministro, Michel Rocard (ambos del PS), estaban decididos a "abrir" el gobierno más allá de las fronteras partidistas y los sectores políticos. En este sentido, nombraron a Lalonde como secretario de Estado de Medio Ambiente en el gobierno, donde reportaba directamente al primer ministro. En marzo de 1989, también asumió la responsabilidad de la "prevención de grandes riesgos tecnológicos y naturales". Con un "comentario sobre la responsabilidad de la agricultura en el aumento de la contaminación por nitratos en el agua potable", desató el 20 de febrero de 1990 "intensas polémicas por parte de los grupos agrícolas".
A pesar de su anterior aversión a la política partidista, en mayo de 1990 Lalonde inició junto al alcalde de Valenciennes y eurodiputado Jean-Louis Borloo el partido Generación ecológica. También se unieron a este proyecto el periodista Noël Mamère y la abogada ambientalista Corinne Lepage. El partido adoptó una postura más moderada y se posicionó más en el centro político que Les Verts, además de aceptar el uso de la energía nuclear. Lalonde fue elegido presidente del partido en su primer congreso. En la remodelación del gabinete en octubre de 1990, el cargo de Lalonde en el gobierno fue elevado a ministro adjunto. En mayo de 1991, Édith Cresson estableció un ministerio de medio ambiente independiente en su gobierno y nombró a Brice Lalonde como titular de dicho departamento. Con la renuncia de Cresson en abril de 1992, también terminó el mandato de Lalonde como ministro, siendo su sucesora Ségolène Royal (PS).
El partido de Lalonde, Génération écologie, obtuvo un relativamente fuerte 7,3 por ciento de los votos a nivel nacional en las elecciones regionales de 1992 y logró representación en la mayoría de los consejos regionales. Sin embargo, en las elecciones parlamentarias de 1993, debido al sistema electoral mayoritario, no obtuvo ni un solo escaño. Al año siguiente, estalló una disputa sobre la estrategia futura del partido: el ala liderada por Noël Mamère quería una alianza con los partidos de izquierda, mientras que Lalonde quería mantener al partido independiente de ambos campos políticos. El presidente logró imponer su posición por poco, y Mamère y sus seguidores abandonaron el partido, que perdió relevancia como resultado. En las elecciones europeas de 1994, Lalonde fue el candidato principal de Génération écologie, pero solo obtuvo el 2 por ciento de los votos. De hecho, posteriormente se acercó al campo de centro-derecha, distanciándose así de muchos de sus antiguos compañeros. En las elecciones presidenciales de 1995, después de no poder presentarse él mismo debido a la falta de avales, Lalonde llamó a votar por el conservador Jacques Chirac (RPR).
Desde 1995 hasta 2008, Lalonde fue alcalde de Saint-Briac-sur-Mer en la Costa Esmeralda de Bretaña. La familia de su abuelo, John Grant Forbes, ha tenido una casa allí junto al mar desde la década de 1920. En las elecciones regionales de 1998, fue elegido para el consejo regional de Bretaña a través de una lista conjunta con los partidos de centro-derecha UDF y RPR. En 2000, su partido cambió su nombre a Génération Écologie - Les Bleus. Después de no obtener suficientes apoyos de funcionarios locales para presentarse en las elecciones presidenciales de 2002, Lalonde se retiró de la política nacional.

## Embajador y Coordinador de Cumbres sobre el Clima
A propuesta de su antiguo colega de partido Jean-Louis Borloo, quien para entonces era Ministro de Medio Ambiente, el gobierno de François Fillon nombró a Lalonde en septiembre de 2007 como Embajador Especial para las negociaciones sobre el cambio climático. El Secretario General de las Naciones Unidas, Ban Ki-moon, designó a Lalonde a finales de 2010 como Conferencia de Desarrollo Sostenible de Naciones Unidas sobre el Desarrollo Sostenible, que tuvo lugar en junio de 2012 en Río de Janeiro.

## Cronología
- 1968 – Presidente de la Unión Nacional de Estudiantes (en la Sorbona) y líder en las revueltas estudiantiles de mayo de 1968
- 1971 – Se unió y dirigió la recién creada rama francesa de la organización ambiental "Les Amis de la Terre" (Amigos de la Tierra).
- 1974 – Dirigió la campaña presidencial del político ecologista René Dumont
- 1977 – Fundó Radio Verte, una emisora verde [7]
- 1976–1977 – Periodista para Le Sauvage
- 1981 – Candidato a la presidencia de Francia por el partido Verde
- 1981 – Miembro de la Comisión Nacional Ecológica del Ministerio de Planificación Territorial y Gestión
- 1982–1985 – Administrador de la Oficina Europea del Medio Ambiente
- 1986 – Experto en la contaminación del Rin por Sandoz
- 1988–1992 – Ministro francés de Medio Ambiente
- 1995–2008 – Alcalde de Saint-Briac-sur-Mer
- 1990–2002 – Líder del partido Génération Ecologie.
- 2007–2010 – Embajador francés en las negociaciones sobre el cambio climático.
- 2010–2012 – Secretario General Adjunto de las Naciones Unidas, Coordinador Ejecutivo de la Conferencia de las Naciones Unidas sobre el Desarrollo Sostenible (Rio+20).